# Schnorrenberg
Schnorrenberg ist ein Ortsteil der Gemeinde Hellenthal im Kreis Euskirchen, Nordrhein-Westfalen.

## Lage
Der Ortsteil liegt südlich von Hellenthal an der Grenze zur Gemeinde Dahlem. Nördlich und westlich des Ortes verläuft die Landesstraße 17, südlich die Landesstraße 110. Das Dorf hat keinen Durchgangsverkehr. In Ortsnähe entspringen der Bleibach und der Schwalenbach.

## Geschichte
Schnorrenberg wurde erstmals im 15. Jahrhundert urkundlich erwähnt. Im Ort steht die Kapelle St. Antonius, die zur Pfarre Rescheid gehört.

St. Antonius (Schnorrenberg)
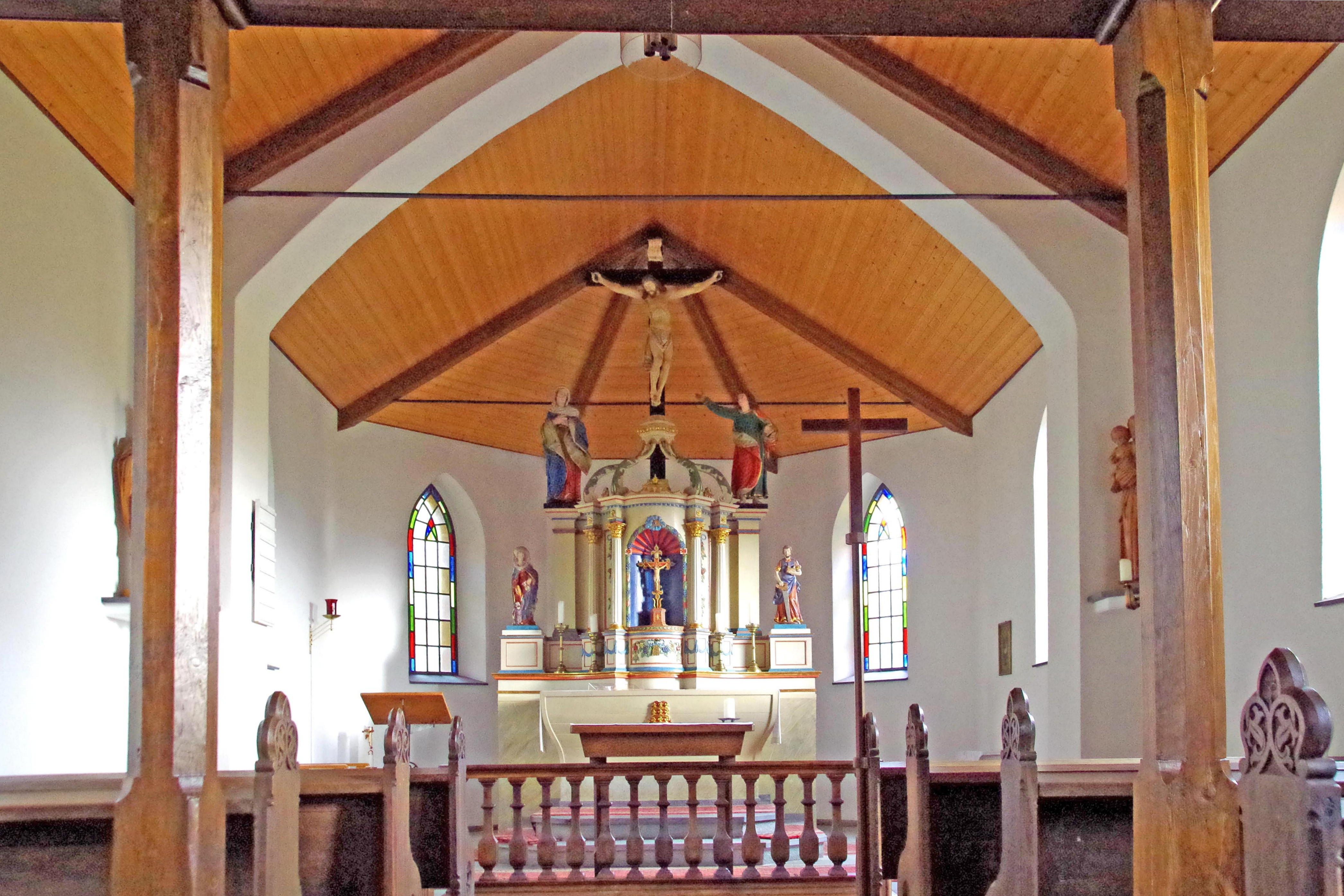
Innenraum
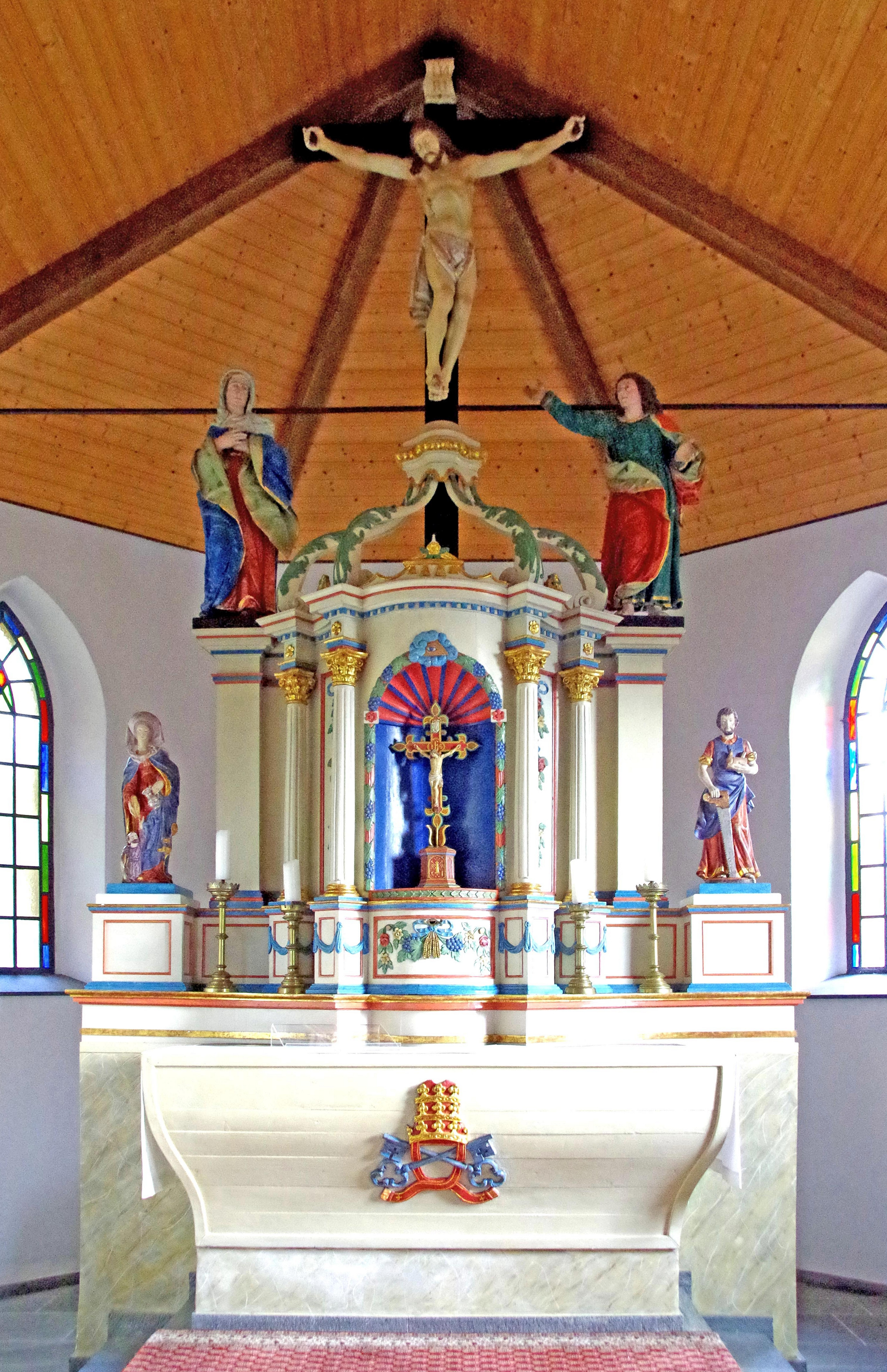
Hochaltar
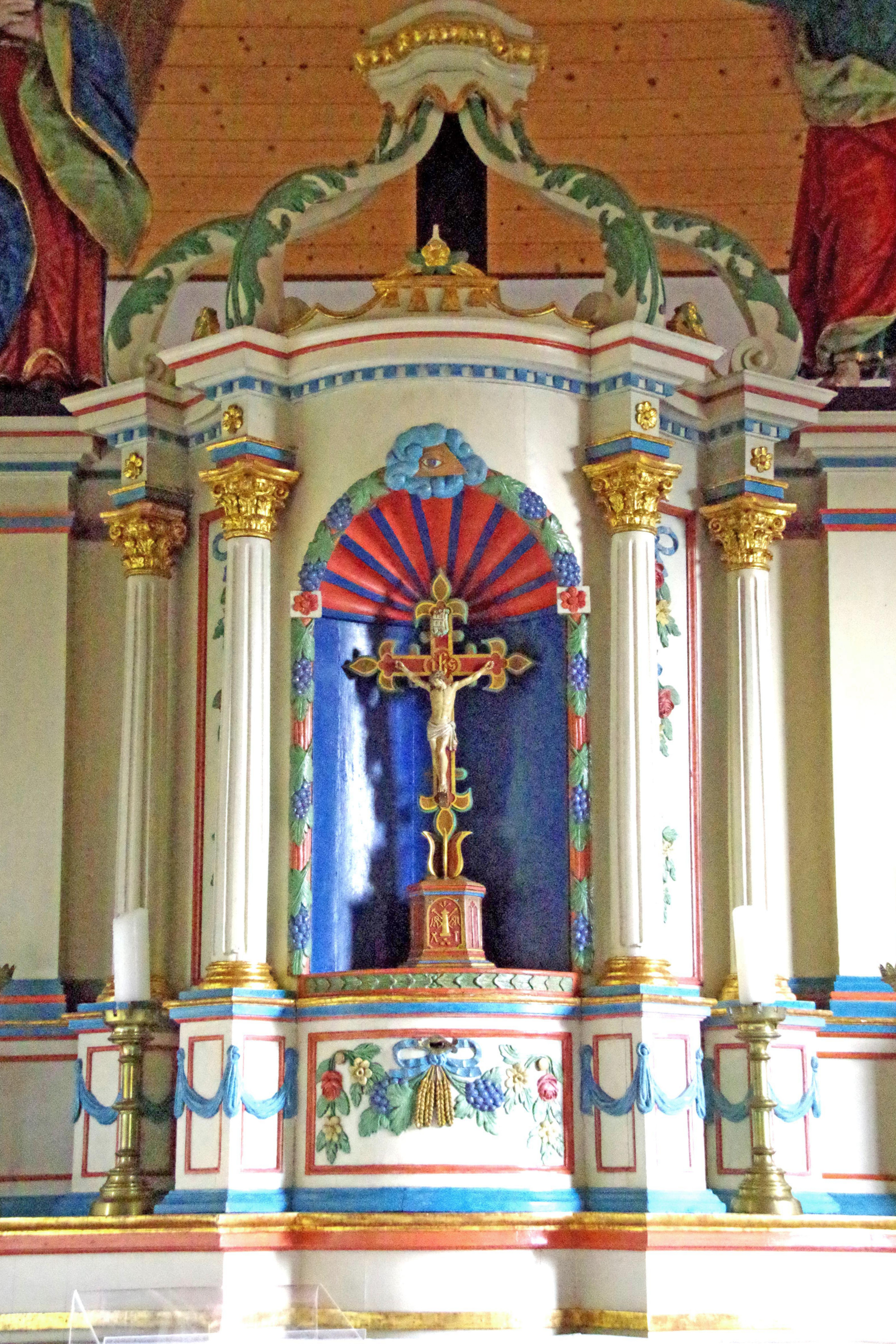
Tabernakel
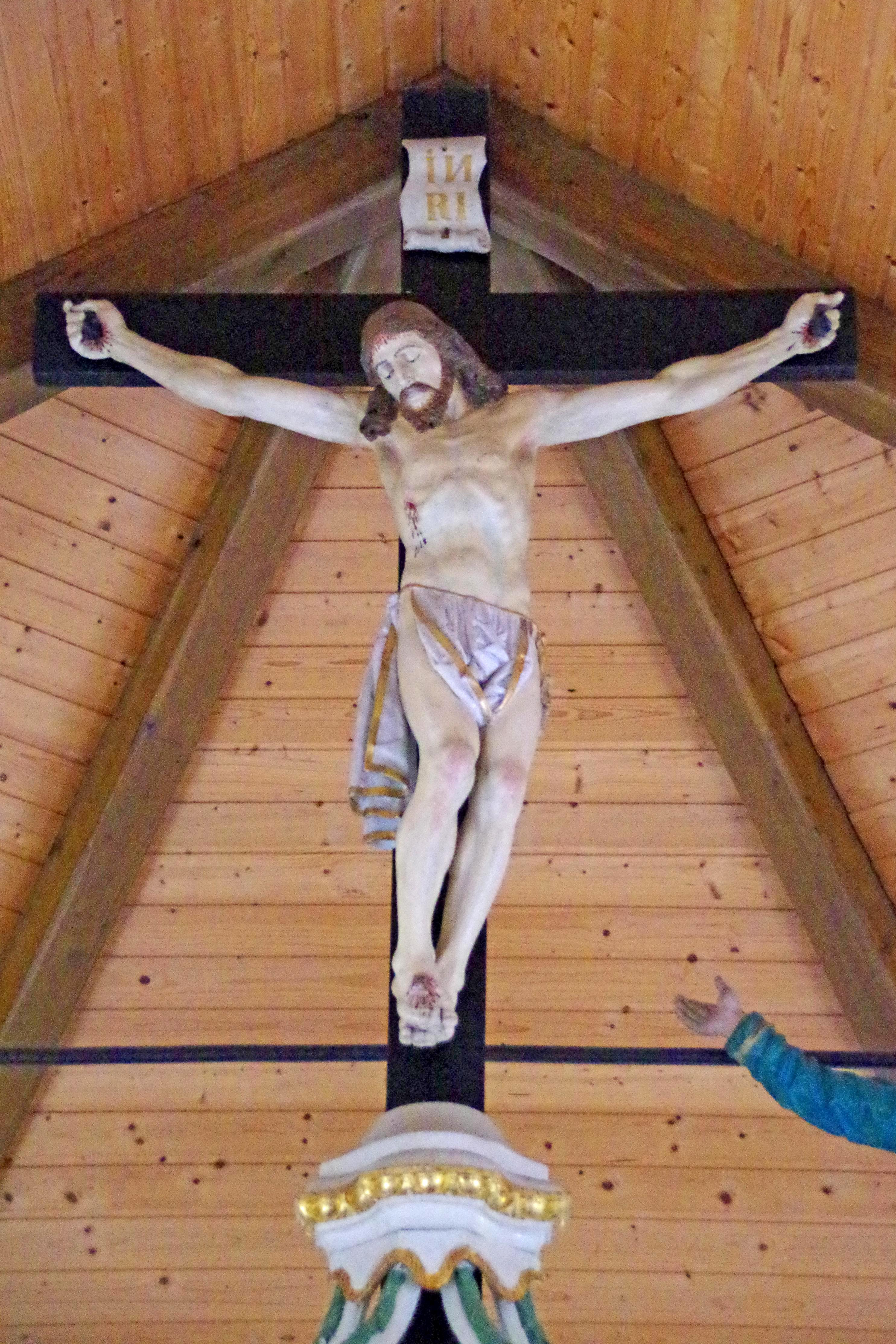
Kruzifix
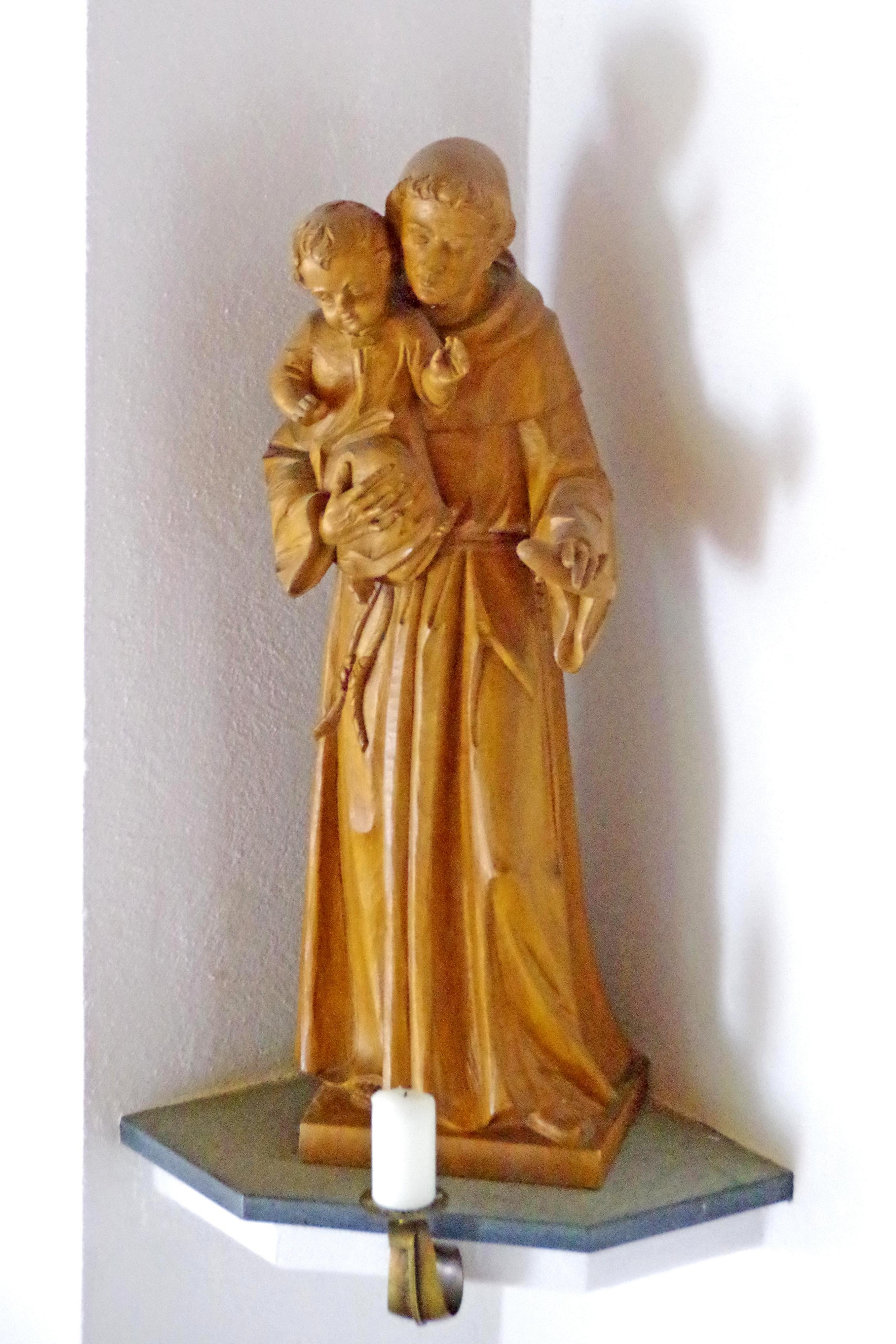
St. Antonius
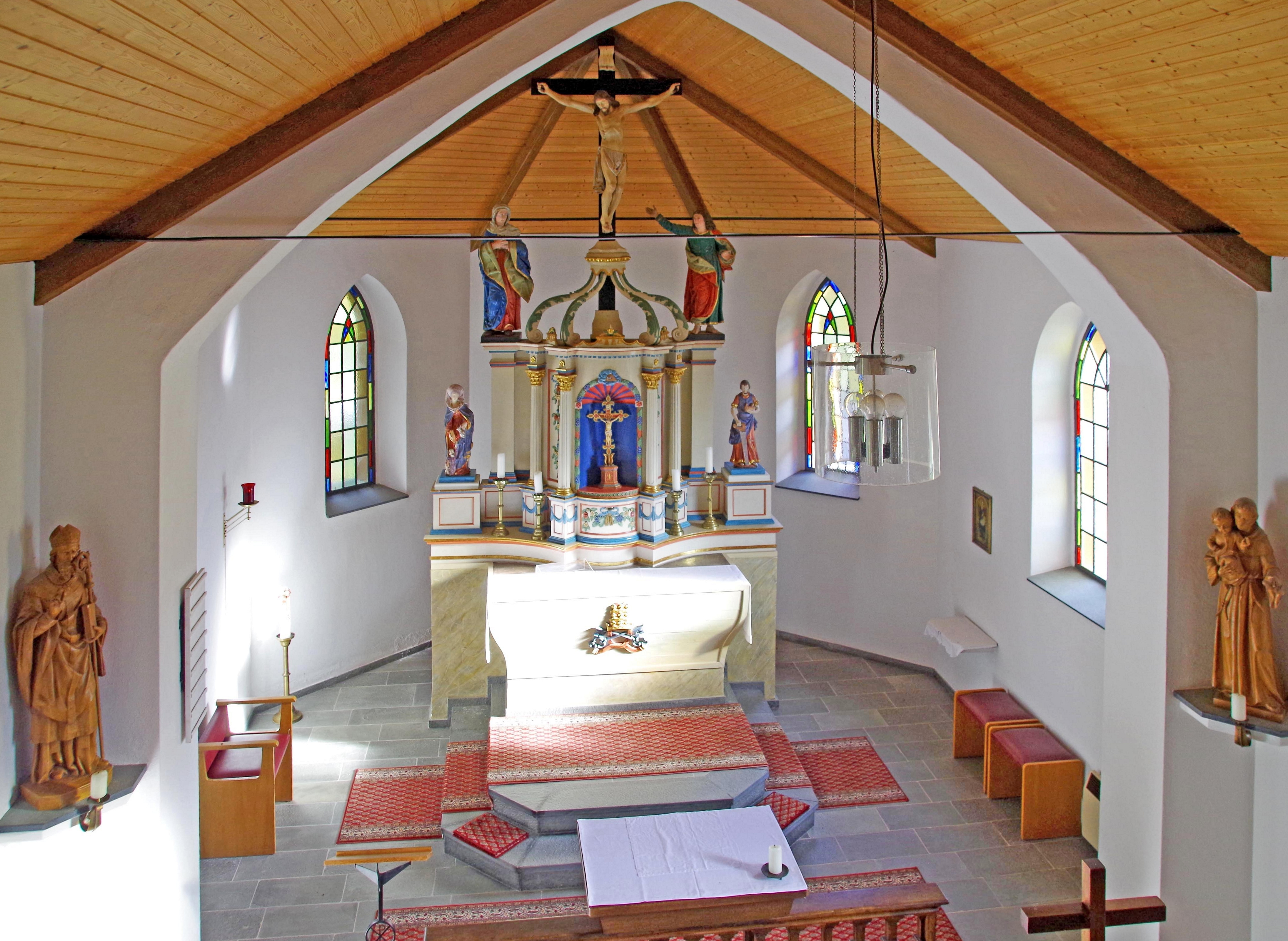
Altarraum

Eine weitere Erwähnung Schnorrenbergs, das damals Scharenberg genannt wurde, findet sich auf der Karte Archiepiscopatus et Electoratus revirensis Novissima delineatio Exacte divisa in Omnes Suas Praefecturas in hac quoq. Tabula accurate describitur Eyfalia Tractus Per F. de Wit aus dem Jahre 1689.
Bis zum Ende des 18. Jahrhunderts gehörte Schnorrenberg zur luxemburgischen Herrschaft Kronenburg.

## Verkehr

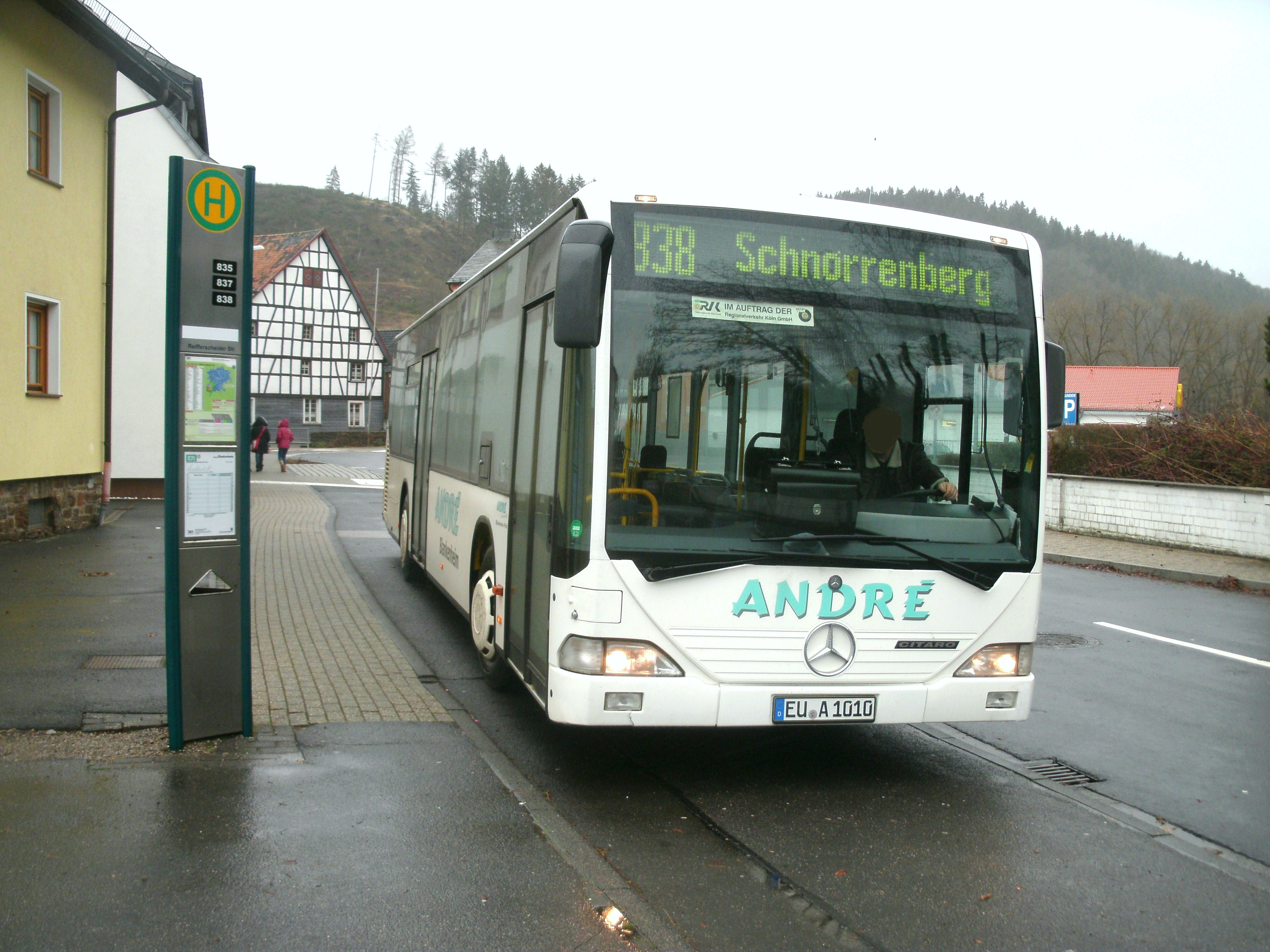
Linienbus im Auftrag der RVK als Linie 838 nach Schnorrenberg in Blumenthal

Die VRS-Buslinie 838 der RVK verbindet den Ort, überwiegend als TaxiBusPlus nach Bedarf, mit seinen Nachbarorten und mit Hellenthal.
| Linie | Verlauf |
| ----- | --- |
| 838   | MiKE (außer im Schülerverkehr): Hellenthal Busbf – Blumenthal – Dommersbach – Kammerwald – Reifferscheid – (Hönningen/Büschem – Dickerscheid – Oberreifferscheid – Hahnenberg –) Wiesen Abzw – (Haus Eichen – Wahld – Hescheld –) Sieberath – Kradenhövel – Unterwolfert – (Unterdalmerscheid – Oberdalmerscheid –) Oberwolfert – Wittscheid – Zehnstelle – Grube Wohlfahrt – Rescheid – Giescheid – Rescheid – Schwalenbach – Kamberg – Schwalenbach – Schnorrenberg (– Neuhaus) |